# Elisabeth Rosenthal
Elisabeth Rosenthal (New York, 29 avril 1956) est une médecin et journaliste américaine.

## Biographie
Ancienne journaliste du New York Times, elle était spécialisée sur les questions de santé et d’environnement.
Elle est rédactrice en chef du Kaiser Health News.